# Valois-Alençon
Valois-Alençon, auch bekannt als das Haus Frankreich-Alençon war eine Nebenlinie des Hauses Valois. Es bestand von 1326, dem Jahr der Verleihung des Titels Graf von Alençon und Chartres bis zum Jahr 1562, als das letzte Familienmitglied starb. Der Graf von Alençon wurde 1415 zum Herzog erhoben. Nach dem Tod der Witwe des dritten und letzten Herzogs fiel Alençon an die Krone zurück.

## Stammliste

1. Karl II. (Charles) von Valois, * wohl 1297, † 26. August 1346 in der Schlacht von Crécy, 1326 Graf von Alençon, Chartres, Le Perche, Porhoet und Joigny, Herr von Verneuil, L’Aigle, Domfront und Fougères, Pair von Frankreich, begraben in Saint-Jacques in Paris; 
⚭ I April 1314 Jeanne, Comtesse de Joigny, † 2. Oktober 1336, Erbtochter von Graf Johann II. (Jean II. Blondel) (Haus Joigny); 
⚭ II Dezember 1336, wohl am 15., Maria de la Cerda, * wohl 1310, † 19. November 1379 in Paris, 1350 Dame de Senonches, Tochter von Ferdinand II. de la Cerda, Herr von Lunel, und Juana Nunez de Lara (Haus Burgund-Ivrea), Witwe von Karl von Évreux (Charles d’Évreux), Grafschaft Étampes (Haus Frankreich-Évreux), begraben in Saint-Jacques in Paris – Vorfahren: siehe Haus Valois
  1. (II) Karl III. (Charles III.), * wohl 1337, † 5. Juli 1375 in Lyon, 1344 Seigneur de Domfront, 1346/61 Graf von Alençon, Le Perche etc., Pair von Frankreich, 1361 Dominikaner in Saint-Jacques in Paris, 1365 Erzbischof von Lyon und Primas von Frankreich, bestattet in Lyon
  2. (II) Philipp (Philippe), * wohl 1338, † 15. August 1397 in Rom, Seigneur de Domfront et de Quatre-Mares, 1356/60 Bischof von Beauvais, Pair von Frankreich, 1359/75 Erzbischof von Rouen, 1375 Bischof von Sabina, 1375/79 Administrator von Auch, 1375/80 Lateinischer Patriarch von Jerusalem, 1378 Kardinaldiakon, päpstlicher Vikar von Toskana, Perugia und Umbrien, 1381 Patriarch von Aquileia, 1389 Bischof von Ostia, 1391/97 Dompropst in Mainz und Würzburg, Propst von St. Aposteln in Köln, St. Marien in Erfurt und St. Cassius in Bonn, bestattet in der Kirche Santa Maria in Trastevere
  3. (II) Peter II. (Pierre II.), * wohl 1340, † 20. September 1404 in Argentan), Ritter, 1361 Graf von Alençon, Seigneur de Verneuil, de Hauterive, de Fougères et d‘Argentan, 1367 Vizegraf von Domfront, 1370 Seigneur de Châteauneuf, de Bressolles (Le Perche)[1], d’Aunou et de Saint-Léger-de-Goulet[2], Vizegraf von Beaumont-au-Maine, 1377 Porhoet und Le Perche, 1400 souveräner Herr von Biskaya, 1370 Gouverneur der Normandie, 1361 Pair von Frankreich, bestattet in der Kirche Valdieu-Réno du Perche in Feings 
⚭ 20. Oktober 1371 Marie de Chamaillard, Vizegräfin von Beaumont-au-Maine, † 18. November 1425 auf Schloss Argentan, Erbtochter von Guillaume de Chamaillard, Vizegraf von Beaumont-au-Maine, Seigneur de Chamaillard et d‘Anthenaise, und Marie de Beaumont-Brienne, bestattet auf Schloss Argentan
    1. Marie, * 29. März 1373, † 1417;
⚭ 17. März 1390 Jean VII. d’Harcourt, Graf von Harcourt und Aumale, Vizegraf von Châtellerault, † 18. März 1452
    2. Peter (Pierre), * wohl 1374, † 1375, bestattet im Kloster Perseigne
    3. Johann (Jean), * wohl 1375, † 1376
    4. Marie, * wohl 1377, † 1377, bestattet im Kloster Perseigne
    5. Johanna (Jeanne), * wohl 1378, † 6. August 1403 in Argentan, bestattet in der Kirche Valdieu-Réno du Perche in Feings
    6. Katharina (Catherine), * in Verneuil wohl 1380, † 25. Juni 1462 in Paris, bestattet in der Abtei Sainte-Geneviève;
⚭ I per procurationem 21. April 1411 in Alençon, persönlich August 1411, Peter Infant von Navarra, 1407 Graf von Mortain, † 29. Juli 1412 in Bourges, bestattet im Kartäuserkloster in Paris (Haus Frankreich-Évreux);
⚭ II 1. Oktober 1413 in Paris Ludwig VII., 1413/43 Herzog von Bayern-Ingolstadt, † 1./2. Mai 1447 auf der Feste Burghausen, bestattet in Raitenhaslach (Wittelsbacher)
    7. Margarete (Marguerite), * wohl 1383, † nach 1400, geistlich zu Argentan
    8. Johann I. der Weise (Jean I. le Sage), * 9. Mai 1385 auf Schloss Essay, X 25. Oktober 1415 in der Schlacht von Azincourt, 1396 Graf von Le Perche, 1404 Graf von Alençon, Vizegraf von Beaumont-au-Maine, Seigneur de Verneuil, de Fougères, de Domfront et de La Guerche, 1415 Herzog von Alençon, Pair von Frankreich ; 
⚭ wohl am 26. Juni 1396 auf dem Château de l’Hermine Marie de Bretagne, * 18. Februar 1391, † 18. Dezember 1446, Dame de La Guerche, Tochter von Johann V., Herzog von Bretagne (Haus Frankreich-Dreux)
      1. Peter (Pierre), * 4. Oktober 1407 auf Schloss Argentan, † 16. März 1408, Graf von Le Perche, bestattet in der Abtei Notre-Dame in Silly-en-Gouffern
      2. Johann II. der Schöne (Jean II. le Beau), (* 2. März 1409 auf Schloss Argentan, † hingerichtet 1476 in Paris), wohl 1409 Graf von Le Perche, 1415 Herzog von Alençon, Vizegraf von Beaumont-au-Maine, Seigneur de La Flèche, de Pouancé, de Château-Gontier, de Fougères, de La Guerche, de Verneuil, de Saint-Christophe, de Saint-Blançay[3] et de Niort, Pair von Frankreich, 1440 französischer Generalleutnant, Ritter des Ordens vom Goldenen Vlies, bestattet in Saint-Jacques in Paris;
⚭ I 1424 in Blois Jeanne d’Orléans, * 13. September 1409 in Blois, † 19. Mai 1432 in der Abtei Saint-Aubin d’Angers, Tochter von Charles de Valois, duc d’Orléans, bestattet in Saint-Aubin d’Angers (Haus Valois-Orléans) ; 
⚭ II (Ehevertrag vom 30. April 1437, Dispens vom 6. Mai 1437) Marie d’Armagnac, † 25. Mai 1473 im Kloster Mortagne-au-Perche, Tochter von Jean IV., Graf von Armagnac (Haus Lomagne), und Isabella Infantin von Navarra (Haus Frankreich-Évreux)
        1. (II) Katharina (Cathérine), * wohl 1452, † 17. Juli 1505;
⚭ 8. Januar 1461 in Tours François, 1466/68 Graf von Montfort-sur-Risle, 1486 als Guy XV. Graf von Laval, † 15. Mai 1500 (Haus Montfort-Laval)
        2. (II) René, * wohl 1454, † 1. November 1492 in Alençon, 1476 Herzog von Alençon, Graf von Le Perche, Vizegraf von Beaumont-au-Maine, Seigneur de La Flèche, de Pouancé, de Verneuil et de Domfront, Pair von Frankreich, bestattet in Notre-Dame in Alençon;
 ⚭ I Marguerite d’Harcourt, † vor 1488, Tochter von Guillaume d’Harcourt, Baron de Montgommery, Graf von Tancarville (Haus Harcourt);
⚭ II 14. Mai 1488 in Toul Margarete die Selige von Lothringen-Vaudémont, * 1463, † 1. November 1521 in Argentan, Tochter von Friedrich von Lothringen, Graf von Vaudémont, gründete um 1500 das Kloster der Tertiarinnen in Argentan (Haus Châtenois)
          1. Karl IV. (Charles IV.), * 2. September 1489 in Alençon, † 11. April 1525 in Lyon, wohl 1489 Graf von Le Perche, 1492 Herzog von Alençon, Pair von Frankreich, Seigneur de La Guiche, de La Flèche, de Verneuil, de Domfront et de Baugé, 1497 souveräner Graf von Armagnac und Rouergue, Graf von Rodez, Fézensac, Lomagne, Brillois, Cressez und Aurillac, Baron von Castelnau, de Cassadeu et de Monterose, 1515 1. Prinz von Geblüt („Premier Prince de Sang“), 1517 Herzog von Berry, Gouverneur von Champagne und Normandie, bestattet in Saint-Joseph in Lyon;
⚭ 2. Dezember 1509 Marguerite d’Orléans, * 11. April 1492 in Angoulême, † 21. Dezember 1549 in Odos, 1509/25 Herzogin von Alençon, 1517 Herzogin von Berry, 1525 souveräne Gräfin von Armagnac etc., bestattet in Pau, Dichterin des Heptaméron, Tochter von Charles d’Orléans, Graf von Angoulême (Haus Valois-Angoulême), sie heiratete in zweiter Ehe am 24. Januar 1527 in Saint-Germain-en-Laye Henri II. d’Albret, König von Navarra etc., † 29. Mai 1555 in Pau (Haus Albret)
          2. Françoise, * Winter 1490/91, † 14. September 1550 in La Flèche, Sainte-Manchot September 1543 Herzogin von Beaumont;
⚭ I 6. April 1505 in Blois Franz II. von Orléans (François II. d’Orléans), † 12. Februar 1512 in Châteaudun, 1491 Graf von Dunois, 1505 Herzog von Longueville (Haus Orléans-Longueville);
⚭ II 18. Mai 1513 in Châteaudun Karl I. (Charles I.) de Bourbon, † 1537, Graf und 1515 Herzog von Vendôme, † 25. März 1537 in Amiens (Bourbonen)
          3. Anne,* 30. Oktober 1492, † 18. Oktober 1562 in Casale Monferrato, Dame de La Guerche;
⚭ 31. August 1508 in Blois Wilhelm XI. Palaiologos, 1494 Markgraf von Montferrat, † 4. Oktober 1518 in Trino (Palaiologen)
          4. (unehelich, Mutter unbekannt) Charles Bâtard d’Alençon, † 1545, Seigneur de Cany et de Caniel ;
⚭ Germaine de La Ballur, Tochter von Nicolas de La Ballur, Seigneur de Villepreux, und Philippe Barceau (Bureau), sie heiratete in zweiter Ehe Claude Bribon, Seigneur du Plessis-aux-Tournelles
            1. Marguerite, † 25. September 1551, Dame de Cany et de Caniel,
⚭ 13. Dezember 1550 Lancelot de Monceau, Seigneur de Thignonville

          5. (unehelich, Mutter unbekannt) Marguerite Bâtarde d’Alençon;
⚭ I (Ehevertrag vom 15. Juli 1485) Jacques de Boisguyon, Seigneur de La Roussaye;
⚭ II Henri de Bournel
          6. (unehelich, Mutter unbekannt) Jacqueline Bâtarde d’Alençon, bestattet in Saint-Germain-le-Désiré bei Étampes;
⚭ Gilles des Ormes, Seigneur de Saint-Germain-le-Désiré et de Jodainville, † 1506, bestattet in Saint-Germain-le-Désiré
          7. (unehelich, Mutter unbekannt) Charles Bâtard d’Alençon, † wohl 1524, Baron de Cany;
⚭ 18. Dezember 1505 Renée de Beauvoisin, Tochter von Jean, Seigneur de Fontaineriant, und Jeanne d‘Aché, sie heiratete in zweiter Ehe René de Silly, Seigneur de Vaux

      3. Marie, * auf Schloss Argentan wohl 1410, † wohl 1412 daselbst, 2 Jahre alt, bestattet in Notre-Dame in Silly-en-Gouffern
      4. Jeanne, * 17. September 1412 auf Schloss Argentan, † 17. Oktober 1420, bestattet in der Abtei Bourgueil
      5. Charlotte, † 15. Dezember 1413 auf Schloss Argentan, † 24. März 1435 in Lamballe, bestattet in Notre-Dame in Lamballe
      6. (unehelich, Mutter unbekannt) Pierre Bâtard d’Alençon, wohl X in der Schlacht von Verneuil 17. August 1424
      7. Marguerite Bâtarde d’Alençon, 1487 bezeugt; ⚭ Henri de Breuil

    9. (unehelich, Mutter: Jeanne de Maugastel, Dame de Blandé du Perche; ⚭ Pierre Cointerel) Pierre Bâtard d’Alençon, † nach Januar 1422, Seigneur d‘Aunou

  4. (II) Isabelle, * wohl 1342, † 3. September 1379 in Poissy, geistlich zu Saint-Louis de Poissy, bestattet in Poissy,
  5. (II) Robert, * wohl 1344, † 1377, Ritter, 1361 Graf von Le Perche, Herr von Schloss Josselin,
⚭ 5. April 1374 Jeanne de Rohan, † nach 20. Januar 1407, Dame de Noyon, de Pont-Saint-Pierre et de Radepont, Tochter von Jean I. de Rohan, Vicomte de Rohan (Haus Rohan), sie heiratete in zweiter Ehe Pierre II. d’Amboise, Vicomte de Thouars (Haus Amboise)
    1. Karl (Charles), * wohl 1375, † vor 1377